# Badiraguato (gemeente)
Badiraguato is een gemeente in de Mexicaanse deelstaat Sinaloa. De hoofdplaats van Badiraguato is Badiraguato. Badiraguato heeft een oppervlakte van 5864 km² en 32.295 inwoners (census 2005).
Ahome · Angostura · Badiraguato · Choix · Concordia · Cosalá · Culiacán · Eldorado · Elota · Escuinapa · El Fuerte · Guasave · Juan José Ríos · Mazatlán · Mocorito · Navolato · Rosario · Salvador Alvarado · San Ignacio · Sinaloa